# جوزيف تشوفانيتش
جوزيف تشوفانيتش (بالتشيكية: Jozef Chovanec)‏، من مواليد 7 يوليو 1960 في دولني كوتشوكفك في تشيكوسلوفاكيا، لاعب كرة قدم تشيكوسلوفاكي سابق، ومدرب كرة قدم تشيكي سابق.
لعب مع منتخب تشيكوسلوفاكيا لكرة القدم بين عامي 1984 و1992.
درب منتخب التشيك لكرة القدم بين عامي 1998 و2001.

## روابط خارجية
- جوزيف تشوفانيتش على موقع الاتحاد الدولي (مؤرشف)  (الإنجليزية)
- جوزيف تشوفانيتش على موقع الاتحاد الأوربي (الإنجليزية)
- جوزيف تشوفانيتش على موقع الاتحاد التشيكي (الإنجليزية)
- جوزيف تشوفانيتش على موقع قاعدة بيانات كرة القدم.إي يو (الإنجليزية)
- جوزيف تشوفانيتش على موقع ناشيونال فوتبول تيمز (الإنجليزية)
- جوزيف تشوفانيتش على موقع عالم كرة القدم.نت (الإنجليزية)
- جوزيف تشوفانيتش على موقع كووورة